# Diphasiastrum yueshanense
Diphasiastrum yueshanense är en lummerväxtart som först beskrevs av C.M. Kuo, och fick sitt nu gällande namn av Josef Holub. Diphasiastrum yueshanense ingår i släktet Diphasiastrum och familjen lummerväxter. Inga underarter finns listade i Catalogue of Life.